# Hans Ferdinand Gerhard
Hans Ferdinand Gerhard (* 14. März 1868 in Wolfenbüttel; † 15. September 1930 in Ratzeburg) war ein deutscher Journalist, Theaterkritiker, Schriftsteller, Lauenburgischer Landesarchivar und Heimatforscher.

## Leben
In Wolfenbüttel, wo Gerhard geboren wurde, hatten bereits viele Generationen seiner Vorfahren als Apotheker gewirkt. Er selbst neigte den Geisteswissenschaften zu und studierte Germanistik, Geschichte und Philosophie in Leipzig, Berlin, Freiburg, Genf und Heidelberg, wo er zum Dr. phil. promoviert wurde. 
Studienreisen führten ihn nach Frankreich und England. 
Ab 1895 arbeitete er in Hamburg als Journalist und Theaterkritiker bei der Tageszeitung Hamburgischer Correspondent und war Vorsitzender der Literarischen Gesellschaft. Zu seinem Bekannten- und Freundeskreis zählten Detlev von Liliencron, Gustav Falke, Fritz Stavenhagen, Jakob Löwenberg, Otto Ernst, Richard Dehmel und Gustav Frenssen.
1905 beendet er seine journalistische Tätigkeit und zog mit seiner Familie nach Ratzeburg, um als freier Schriftsteller zu arbeiten. Eines seiner Lustspiele heißt beziehungsreich Aus der Stille. Hier entstand ebenso sein Hamburg-Roman In der Jodutenstraße. 
Der Erste Weltkrieg und die Nachkriegszeit zwangen ihn, sich der Lauenburgischen Gelehrtenschule als Aushilfslehrer zur Verfügung zu stellen. 
1922 berief der Kreis Herzogtum Lauenburg ihn zum „Organisator des freien Bildungswesens“, um die Erwachsenenbildung und das Büchereiwesen aufzubauen. 
1925 erschien die von ihm initiierte Lauenburgische Heimat als Publikationsorgan zu Themen der lauenburgischen Landschaft, Geschichte und Kultur. 
1929 konnte er diese Tätigkeit krönen mit der Eröffnung des Heimatmuseums des Kreises Herzogtum Lauenburg in Ratzeburg, heute das Kreismuseum im Herrenhaus am Ratzeburger Dom. 
Als Lauenburgischer Landesarchivar starb Gerhard 1930 in Ratzeburg. Am 18. Juni 2012 übergaben die Enkel des Ratzeburger Schriftstellers und Heimatforschers den literarischen Nachlass ihres Großvaters dem Kreisarchiv zur Verwahrung und öffentlichen Nutzung.

## Werke
- Die Stangenjäger und andere Erzählungen, Leipzig: Philipp Reclam jun. [1910]
- In der Jodutenstraße. Roman, Hamburg: Grote 1912
- Hanning, der Stürmer. Wittenseer Kriegsgeschichten, Leipzig: Reclam 1916
- Mein Leben. Gedichte, Wolfenbüttel: Heckners 1918 (als Manuskript gedruckt)
- Posthalter und König, Leipzig: Ungleich [1920]
- Die Neugliederung des Reiches und der Kreis Herzogtum Lauenburg, Ratzeburg: H. H. C. Freystatzky [1923]
- Die tollen Scharpenbergs, Ratzeburg: Lauenburgischer Heimatverlag 1924
- Der Löwe. Bilder aus dem Leben Heinrichs des Löwen und des ersten Grafen von Ratzeburg, Ratzeburg: Lauenburgischer Heimatverlag 1924 (nachgedruckt von Jürgen Jacobsen in der Roten Reihe Ratzeburg[4], 2008)
- Naer Ostland willen wy ryden, Ratzeburg: Lauenburgischer Heimatverlag 1925 (unter dem Titel Nach Ostland wollen wir reiten von Jürgen Jacobsen nachgedruckt in der Roten Reihe Ratzeburg, 2008)
- Um den Magnusturm, Ratzeburg: Lauenburgischer Heimatverlag 1925 (nachgedruckt von Jürgen Jacobsen in der Roten Reihe Ratzeburg, 2008)
- Aus der Stille. Ein heiteres Lebensspiel in vier Aufzügen, Wolfenbüttel: Heckners Verlag 1927 (zusammen mit Wilhelm Kunze[5])
- Unter Trümmern. Ein Bild aus Lauenburgs Geschichte, Ratzeburg: Lauenburgischer Heimatverlag 1928, 2. Aufl. 1956 (nachgedruckt von Jürgen Jacobsen in der Roten Reihe Ratzeburg, 2008)